# Marcha del Orgullo de Rosario
La Marcha del Orgullo de Rosario es una manifestación que se realiza todos los años en la ciudad de Rosario, Argentina, con el objetivo de visibilizar y reclamar por demandas de la comunidad LGBTINB+. También es una forma de celebrar la diversidad sexual. Se realiza de manera ininterrumpida desde 2008.
A diferencia de otros países, la Marcha del Orgullo de Rosario se celebra en el mes de octubre. La marcha cuenta con una organización unificada, la Coordinadora Orgullo Rosario. Esta coordinadora es quien se encarga de gestionar la marcha, pensar los lemas, consignas y escribir el documento que se lee en el escenario mayor.
La marcha comienza con una concentración en la Plaza Libertad, espacio público de resistencia y celebración que durante años funcionó como zona roja de la ciudad, mientras que ahora es punto de encuentro y partida de la marcha que se extiende hasta el Monumento Nacional y Parque a la Bandera.

## Historia
En 1996, en el marco del primer Encuentro Nacional Lésbico, Gay, Travesti, Transexual, Transgénero, se realizó la primera Marcha del Orgullo Rosario, cuatro años después de la primera Marcha del Orgullo de Buenos Aires. Este primer Encuentro Nacional LGTTT del país se realizó entre el 5 y el 7 de abril de 1996 en el Centro Cultural Fontanarrosa y reunió a activistas por los derechos de las disidencias sexuales de toda la Argentina. Participaron, activistas y militantes como: Lohana Berkins, Carlos Jauregui, Rafael Freda, Alejandra Sardá, Karla Ojeda, Pedro Paradiso, Guillermo Lovagnini, María Rachid, Marcelo Ferreyra, Nadia Echazú y María Belén Correa Este Encuentro tuvo como consigna “A orillas del Paraná, nace una nueva bandera”, haciendo  referencia a su realización en la ciudad denominada “cuna de la bandera”.
A partir del año 2008, la Marcha del Orgullo Rosario se realiza de manera ininterrumpida en la ciudad, organizada por la Coordinadora Orgullo Rosario, el primer sábado de octubre de cada año. La marcha se interrumpió sólo en 2020 debido a las medidas de aislamiento social obligatorio decretadas por la pandemia de COVID-19.  Durante ese año se hizo La Semana del Orgullo de modo virtual, comenzando el 01/12 Día Internacional de acción y detección del VIH/sida, extendiéndose hasta el jueves 10/12 Día de los Derechos Humanos. Desde entonces La Semana del Orgullo sigue realizándose previo a la Marcha del Orgullo.

Sabemos que es una marcha festiva, donde hay color, brillo y diversión, pero queremos subrayar también su carácter político.
 Michelle Vargas Lobo

Tras el período de aislamiento preventivo por la pandemia de COVID-19, la Marcha del Orgullo Rosario volvió a realizarse con multitudinaria convocatoria. Así, en 2023 la Marcha convocó a más de 70.000 personas.

## Coordinadora Orgullo Rosario
La marcha es organizada todos los años por la Coordinadora Orgullo Rosario. Esta es una coordinadora que nuclea  a más de 40 organizaciones de disidencias sexuales (diversidad sexual, LGBT) de la ciudad de Rosario y la región.  Además de organizar la Marcha, trabaja en la defensa y promoción de los derechos de las disidencias y diversidades sexuales en la ciudad de Rosario.